# Cystema Solari
Cystema Solari è un concept album nato dalla collaborazione degli Uochi Toki e del duo canadese Nadja. Il disco è stato registrato nel Fiscerprais Studio nel luglio 2013 e pubblicato da CORPOC, quasi un anno dopo, come LP e download digitale. Si tratta del loro nono album.

## Il disco
L'uscita di Cystema Solari è stata preceduta dalla diffusione online di tre video, in animazione 3D, che raccontavano gli eventi anteriori alla storia narrata nell'album. I video seguivano una misteriosa figura ammantata che lasciava una sorta di rifugio post-atomico, attraversava una regione desertica e si imbarcava a bordo di un'astronave destinata a viaggiare attraverso il sistema solare. Tutte e tre le animazioni, prodotte da CORPOC, erano opera del collettivo MegaBaita, gruppo legato ai progetti video degli Uochi Toki e formato da Rico (concept e audio), Napo (concept e storyboard), Géc (animazione camere e montaggio) e Marcos (animazioni, modelli, texture).
L'album, stampato in vinile e limitato a 600 copie serigrafate, riportava un disegno di Lapis Niger (pseudonimo dello stesso Napo) in copertina ed è stato presentato al pubblico il 19 luglio 2013, al Rock Valley Festival di Santa Maria della Versa, Pavia.

## Tracce
1. Pluton, Neptune, Uran
2. Saturn, Jupiter
3. Mars, Earth, Venus, Mercury
4. Sun

## Formazione

### Nadja
- Ajdan Baker - chitarra
- Leah Buckareff - basso

### Uochi Toki
- Matteo "Napo" Palma - voce, testi
- Riccardo "Rico" Gamondi - basi